# Skarðsárbók
Le Skarðsárbók est un manuscrit islandais, rédigé au XVIIe siècle (au plus tard en 1636) par Björn Jónsson. Il s'agit d'une version du Landnámabók basée sur deux manuscrits médiévaux de l'œuvre : le Sturlubók et le Hauksbók. Le Skarðsárbók et le Melabók ont servi à la rédaction du Þórðarbók, une autre version du Landnámabók.